# Яцюк Микола Олександрович
Микола Олександрович Яцюк (нар. 29 жовтня 1959, Українська РСР) — український футбольний тренер.

## Кар'єра тренера
Кар'єру тренера розпочав у ДЮСШ «Верес» (Рівне). У сезоні 1996/97 років допомагав тренувати «Верес» (Рівне), а з липня 1997 по квітень 1999 рік працював головним тренером команди. Потім повернувся до роботи в клубній ДЮСШ. У сезоні 2004/05 років знову допомагав тренувати рівненський клуб. У жовтні 2010 року вдруге очолив «Верес», яким керував до розформування клубу в листопаді 2010 року. Потім продовжив роботу в ДЮСШ «Верес» (Рівне).